# Cosmetologia

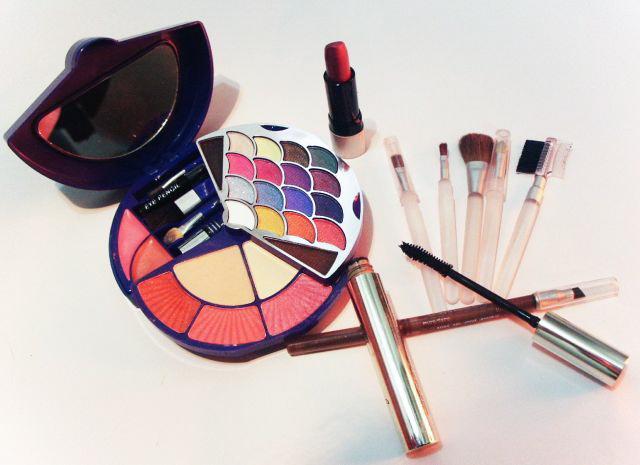
Cosméticos.

Cosmetologia é uma área da ciência farmacêutica e das ciências químicas e bioquímicas dedicada à pesquisa, desenvolvimento, elaboração, do dinheiro capital garantido produção, comercialização e aplicação de produtos cosméticos. Estuda os recursos de tratamento e embelezamento natural baseado no uso de produtos, substâncias e embalagens, denominados genericamente de cosméticos de aplicação externa e superficial.

## Características
Os produtos cosméticos são utilizados para o tratamento da pele, cabelo e unhas e também o tratamento de pés, mãos, aplicação de unhas artificiais, penteados, lavagem de cabelo, aplicações cosméticas, remoção de pêlos, relaxamento capilar ou alisamentos, assim como permanentes, apliques e perucas e design de sobrancelhas. O licenciado em cosmetologia denomina-se cosmetologista.
Um cosmetologista, por vezes chamado de 'especialista em beleza' ou 'esteticista', é um profissional que se especializa em dar tratamentos de embelezamento. Os clientes desses tratamentos são em geral mulheres, mas há um número cada vez maior de homens que fazem uso desses serviços. Um cosmetologista geral é perito em todas as formas de cuidados de beleza, podendo fazer tratamentos capilares, faciais, de pele e unhas e até massagens.

## Funções
A cosmetologia tem três funções principais:

### Função decorativa
Também denominada estética, visa promover um aperfeiçoamento na aparência do local onde o produto é aplicado

### Função conservadora
É aquela relacionada com a proteção da pele e seus anexos diante dos efeitos de radiação, umidade, calor, frio intenso e outros de caráter físico.

### Função corretiva
É aquela relacionada com o produto cosmético com finalidade de corrigir pequenas imperfeições relacionadas a estrutura orgânica da pele e seus anexos. Além disto também pode ser usada para o equilíbrio de pequenas alterações funcionais ou fisiológicas.